# John Sivebæk
John Sivebæk, född 25 oktober 1961 i Vejle, är en dansk före detta fotbollsspelare (försvarare) som under sin karriär bland annat spelade för klubbar som Manchester United och AS Monaco. Sivebæk hade en tio år lång landslagskarriär och spelade i Danmarks alla fem matcher när man vann EM 1992.

## Karriär

### I klubblag
John Sivebæk startade sin karriär i Vejle BK, där han började spela fotboll som åttaåring. Efter elva år i klubbens ungdomslag gjorde han debut 1980. Året efter var han med när Vejle vann danska cupen. 1984 vann Vejle även den danska ligan.
Under vintern 1985 flyttade Sivebæk till engelska Manchester United där hans enda mål för klubben kom under nya tränaren Alex Fergusons första match i november 1986. När Sivebæk inte längre blev garanterad speltid i Manchester United så flyttade han till franska Saint-Étienne där han gjorde 129 matcher under fyra säsonger. Han gick vidare till AS Monaco, Pescara och tillbaka till moderklubben Vejle, innan Sivebæk avslutade sin karriär i AGF Aarhus.

### I landslag
Sivebæk gjorde debut för Danmark i maj 1982 i en vänskapsmatch mot Sverige. Hans enda mål i landslaget kom i en VM-kvalmatch mot Irland i november 1985. John Sivebæk spelade även fyra stora turneringar; EM 1984, VM 1986, EM 1988 samt EM 1992 där Danmark sensationellt vann hela turneringen. I finalen av EM 1992 startade Sivebæk matchen men tvingades utgå efter skada i den 66:e minuten.

## Efter spelarkarriären
Efter att Sivebæk avslutade sin karriär blev han agent, där han i stallet ett tag hade bland andra Thomas Gravesen.

## Meriter

### I klubblag
Vejle BK
- Danska cupen: 1981
- Danska ligan: 1984

### I landslag
Danmark
- EM-guld: 1992
- Spel i EM 1984 (semifinal), VM 1986 (åttondelsfinal), EM 1988 (gruppspel)
- 87 landskamper, 1 mål

### Webbkällor
Den här artikeln är helt eller delvis baserad på material från engelskspråkiga Wikipedia, John Sivebæk, 30 januari 2014.
- John Sivebæk på National-Football-Teams.com (engelska)
- John Sivebæk på transfermarkt.co.uk